# Odra Wodzisław Śląski
Odra Wodzisław Śląski, kurz Odra Wodzisław, ist ein polnischer Fußballverein aus Wodzisław Śląski (deutsch Loslau). Die traditionellen Klubfarben sind blau und rot.

## Geschichte
Der Klub wurde im Jahr 1922 als KS Odra Wodzisław Śląski in Oberschlesien gegründet. Von 1948 bis 1963 führte der Verein die Bezeichnung Kolejarz Wodzisław. Nach einer Fusion mit Górnik Wilchwy hieß der Verein KS Górnik Wilchwy-Wodzisław Śląski. Seit 1974 heißt der Verein wieder Odra. Der Klub spielte 14 Jahre lang in der Ekstraklasa, konnte aber nie den Titel gewinnen. Jedoch erreichte die Mannschaft in der Saison 1996/97 den 3. Platz. In der Saison 2009/10 erreichte der Klub nur Platz 15 in der Ekstraklasa und musste in die zweite Liga absteigen. Nachdem man auch in der Saison 2010/11 aus der 1. Liga abstieg, nahm der Klub in der Saison 2011/12 nur am Pokal teil, aber nicht am regulären Spielbetrieb. Zur Saison 2012/13 übernahm der Klub den Startplatz in der 3. Liga (vierthöchste Spielklasse im polnischen Fußball) von Start Bogdanowice.
Ab der Saison 2013/14 stellte der Verein vorübergehend den Spielbetrieb ein. In der Saison 2015/16 startete der Verein in der neuntklassigen Klasa C neu.

## Namensänderungen
- 1922–1939: KS Odra Wodzisław Śląski
- 1948–1963: KS Kolejarz Wodzisław Śląski
- 1963–1965: KS Górnik Wilchwy-Wodzisław Śląski (Fusion mit Górnik Wilchwy)
- 1965–1974: GKS Wodzisław Śląski
- 1974–1992: GKS Odra Wodzisław Śląski
- 1992–2011: MKS Odra Wodzisław Śląski
- 2011–2012: KP Odra 1922 Wodzisław Śląski
- 2012–2019: APN Odra Wodzisław Śląski
- seit 2019: Odra Wodzisław Śląski sp. z o.o.

## Europapokalbilanz
| Saison  | Wettbewerb         | Runde                  | Gegner           | Gesamt | Hin     | Rück    |
| ------- | ------------------ | ---------------------- | ---------------- | ------ | ------- | ------- |
| 1997    | UEFA Intertoto Cup | Gruppenphase           | Rapid Bukarest   | 2:4    | 2:4 (H) |         |
| 1997    | UEFA Intertoto Cup | Gruppenphase           | Olympique Lyon   | 2:5    | 2:5 (A) |         |
| 1997    | UEFA Intertoto Cup | Gruppenphase           | MŠK Žilina       | 0:0    | 0:0 (H) |         |
| 1997    | UEFA Intertoto Cup | Gruppenphase           | FK Austria Wien  | 5:1    | 5:1 (A) |         |
| 1997/98 | UEFA-Pokal         | 1. Qualifikationsrunde | FK Pobeda Prilep | 4:2    | 3:0 (H) | 1:2 (A) |
| 1997/98 | UEFA-Pokal         | 2. Qualifikationsrunde | Rotor Wolgograd  | 3:6    | 0:2 (A) | 3:4 (H) |
| 2003    | UEFA Intertoto Cup | 1. Runde               | Shamrock Rovers  | 1:3    | 1:2 (H) | 0:1 (A) |
| 2004    | UEFA Intertoto Cup | 1. Runde               | FK Dinamo Minsk  | 1:2    | 1:0 (H) | 0:2 (A) |

Gesamtbilanz: 12 Spiele, 3 Siege, 1 Unentschieden, 8 Niederlagen, 18:23 Tore (Tordifferenz −5)

## Bekannte Spieler
- Mauro Cantoro /
- Michał Chałbinski
- Dariusz Dudek
- Piotr Jegor
- Jacek Kowalczyk
- Maciej Małkowski
- Ilijan Mizanski
- Mariusz Pawełek
- Arkadiusz Onyszko
- Filip Lukšík

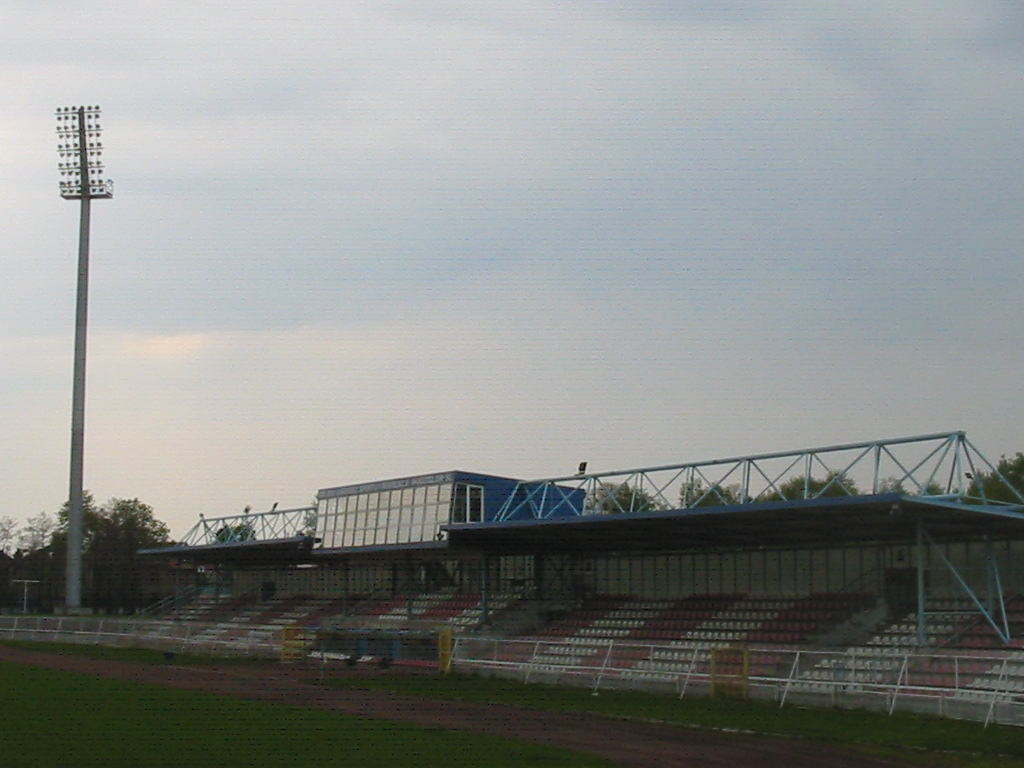
Stadion MOSiR Wodzisław Śląski.

- Cristiano Pereira de Souza
- Tomas Radzinevičius
- Grzegorz Rasiak
- Marek Saganowski
- Paweł Sibik
- Łukasz Sosin